# Масловский, Иван Фёдорович (врач)
Иван Фёдорович Масловский (1837—1904) — почётный лейб-акушер.
Родился 26 сентября (8 октября) 1837 года. Окончил Санкт-Петербургскую медико-хирургическую академию и был оставлен при ней с причислением ко 2-му петербургскому военному госпиталю.
После защиты диссертации: «Овариотомия, или вырезывание опухолей яичника» (СПб., 1866) получил степень доктора медицины. В течение многих лет был акушером Санкт-Петербургского воспитательного дома; был произведён в почётные лейб-акушеры.
Написал множество специальных работ, в числе которых: «Серозно-пластический способ овариотомии» (СПб., 1867) и др.
Умер 20 июня (3 июля) 1904 года. Похоронен на Никольском кладбище Александро-Невской лавры.